# 통근형 디젤 액압 동차
통근형 디젤 액압 동차(通勤形―液壓動車, 영어: commuter diesel car)는 1961년부터 도입된 디젤 동력분산식 열차이다. 근거리 소단위 운행 용도로 도입되었으며, 비둘기호 등급으로 운행되었다. 현업에서는 비둘기호형 동차를 RC동차, DC동차 혹은 초기 제조사 중 하나인 니가타 철공소에서 따와서 니가타 동차(新潟動車)라고 통틀어 불렀으며, 철도동호인들은 차번 401 ~ 405에 해당하는 차량은 가와사키중공업에서 제작했다 하여 가와사키 동차(川崎動車)로 따로 부르곤 한다. 또한 협궤용으로 도입한 협궤 디젤 액압 동차로도 서술한다.

## 역사
통근형 디젤 액압 동차는 일제 강점기에 도입된 게하형 가솔린 동차와 3등 디젤 동차가 노후화되고, 전쟁의 피해로 차량의 운행이 어려워져 도입되었다. 또한 1961년에 관광 사업의 진흥이 국가적 시책으로 정해지면서, 근거리 소단위 열차의 필요성이 크게 증가한 때문도 있다. 이에 따라 정부보유외환자금(KFX)을 바탕으로 일본의 니가타 철공소에 발주함으로써 도입되었다. 최초 조달 이후 조달 량수가 늘면서 조달처의 다변화가 이루어져, 니가타 철공소 이외에 긴키 차량, 가와사키 중공업, 닛폰 차량제조 등에서도 차량을 생산했다.
조달된 차량들은 순차적으로 본선에 투입되어 주로 보통열차 완행 등급으로 운행되었으며, 이후 등급 개정에 의해서 비둘기호 차량으로 주로 이용되었다. 동차와 함께 편제할 수 있는 부수차량이 있으며 철도청 인천공작창에서 제작했다. 도입 초기에는 경부선 서울역~부산역 간 장거리 운행을 하기도 하였다.
1973년은 노후되어 성능이 악화된 니가타 철공소의 DMH 17H형 디젤 엔진을 미국제 커민스의 N855R 디젤 엔진으로 교체한 바 있으며, 이중 20량은 엔진을 탈거하고 객차로 개조하여 운행하기도 하였다. 이 시기에 초기에 도입된(1961년분 등) 차량은 차량의 노후 등으로 조기 폐차하기도 하였다.
1975년에 포스코가 기부 채납한 차량은 제철역-효자역 간을 왕복 운행하는 직원 통근용 열차로 운용되었으며, 내구 연한 만료로 인해 퇴역한 이후에는 통근형 디젤 동차로 대체되었다.
1983년부터 1991년 7월까지 고상홈에 맞게 개조한 열차가 수도권 전철 경원선 구간에 투입되었다. 1량으로만 운행하던 일도 있으나 대개의 경우 평일은 3량 편성으로, 공휴일에는 2량 편성으로 운행하였다. 그 때문에 가운데에 비둘기호에서 사용했던 객차를 고상홈에 맞게 개조한 부수 객차를 연결 운행하였다.
1980년대 초, 후반은 일부 편성이 통일호로 승격되어 동해남부선 부산~울산 경전선 마산~대구간의 단거리 노선에 투입되었다. 1990년대 초, 후반에 무궁화호로 승격되면서 영남권 단거리 디젤 동차가 운행되었다.
이 열차는 이후 새마을호 동차의 도입에 따른 차호 변경, 기타 소소한 개조를 거치며 활용되다 1980년대 및 1990년대에 도태되었으며, 이러한 퇴역의 공백을 메우기 위해서 그 후계 차량으로 통일호 등급의 디젤 동차인 통근형 디젤 동차가 도입되었다. 현재 영업 일선에서는 전량 퇴역하였으며, 2량이 철도박물관에 동태 보존되고 있다.

## 차량 구조
기본적으로 단량 운전이 가능하도록 양운전대 구성이 되어 있으며, 총괄제어가 가능하여 동일 기종의 동차 여러 대를 병합 운전할 수 있다. 또한, 필요에 따라서 비둘기호 등급의 부수 객차를 1 ~ 2량 정도를 추가 연결하여 운행할 수 있다. 영업 일선에서 운행 시, 동차 1 ~ 2량에 부수차 1량을 편성하여 운행하는 예가 많다.
차량의 승강용 문은 한 면에 2개씩 총 4개가 설치되어 있으며, 각 운전대 측면에는 승무원용 문이 양쪽으로 설치되어 총 4개가 설치되어 있다. 일본의 유사차량과 달리 승강용 문은 저상 승강장에 대응하기 위해서 계단이 설치되어 있다. 차량의 전면부에는 철근을 만곡, 용접하여 만든 배장기가 설치되어 있다. 전조등의 배치는 정면 상단 중앙에 대형 전조등이, 각 운전실 창 하단에 후미등과 전조등이 설치되어 있으며, 중련 연결을 위한 점퍼선이 우측에 부착되어 있다.
기기류는 전부 차량 하부에 배치되어 있다. 엔진은 180마력 엔진 2개가 탑재되어 있으나, 커민스제 엔진으로 교체 후 개당 210마력으로 상향 조정되었다. 동력전달장치는 액압식으로 구성되어 있으며, 그 출력축은 대차의 안쪽 차축에 직각으로 연결된다. 발전기는 차축발전기를 적용하였으며, 따라서 에어컨에 의한 냉방은 이루어지지 않았으나, 난방은 전기식으로 이루어진 것으로 보인다.
운전실 가운데에는 중련시 또는 부수차 연결시를 위한 관통문이 설치되어 있어 중련 혹은 부수차 연결시 관통문을 닫아 운전실이 양분되도록 되어 있다. 차량 내부의 좌석 배치는 롱시트와 크로스시트가 혼합된 것으로 객실 안쪽에 크로스시트가 배치되는 방식이며, 입석용의 손잡이가 2열로 천정에 부착되어 있다. 차량의 한쪽 선두방향으로 운전실과 객실 사이에 화장실과 기계실이 설치되어 있다. 화장실은 동양식으로, 비산식이어서 정차중 이용이 금지되었다.
형식은 크게 1961년~1963년 도입분, 1966년 도입분, 1975년 도입분으로 구분된다. 1961년 도입분과 1966년 도입분은 크게 두 가지로 구분된다. 하나는 승객용 문이 1961년형은 2단 폴딩식인 데 반해, 1966년형은 미닫이식 통짜 문으로 이루어져 있다는 점이다. 다른 하나는 1961년형은 승객용 문 기준으로 안쪽은 모두 크로스 시트이나, 1966년형은 롱시트가 승객용 문 기준으로 양쪽에 배치되어 탑승 가능한 수량이 증가한 점이다. 1975년에 포스코가 기부채납한 차량은 1966년 모델을 기초로 하고 있으나, 다른 차들과 구분되는 특징이 있다. 운전실이 한쪽에만 설치되어 있는 편운전대 방식이며, 차내가 전부 롱시트 구조여서 정원이 174명으로 조정되었다는 점이다.

## 특징

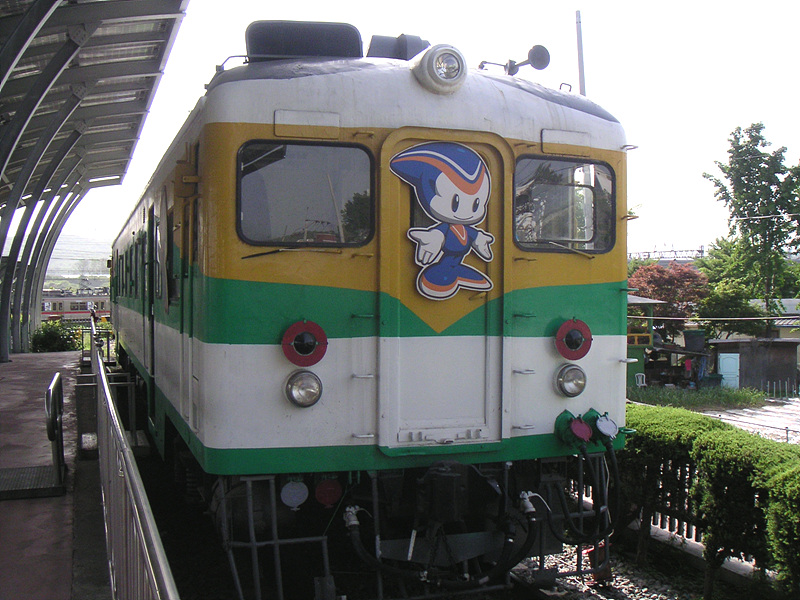
1990년대 철도청 CI도색의 특별 동차 8호

도색 방식은 세 가지가 확인된다. 1961년부터 적용된 최초의 도색은 진녹색 바탕에 전면부 운전석 창 하단부와 천정 만을 주황색으로 칠한 방식이다. 이후 1969년경부터는 수도권 전철에도 적용된 청색과 백색의 2색 도색이 적용되었다. 또한 1990년대까지 운용된 차량들에는 당시의 철도청 CI도색이 적용되었다.(위 사진에 치포치포가 있는 이유는 철도박물관에서 "우주관광열차"로 개조를 해서 생긴 겄이다.)
(또한 확실하지는 않지만 1969년 이전 도색으로는 크림색과 코코아색의 도색이 두가지 존재한다는 가설이 있다. 하나는 지하철공사의 초저항같이 가운데에 코코아색 도색이 적용되었으며 하나는 창문 하단부에 코코아색 도색이 되어 있는 형식이다. 8059호 전기기관차 재생 기념식 사진 한켠에 이러한 도색의 동차가 있다.)
1990년대에 일괄적으로 변경된 것으로 보이는 차량 번호는 500번대, 600번대, 700번대로 구분된다. 500번대는 1980년대 후반에 1966년식 동차의 일부를 개조하여 통일호 동차로 운용한 동차에 부여되었다. 600번대는 1961년~1963년에 도입된 운전대가 양쪽에 있는 차량에 부여됐다. 700번대는 1966년에 도입된 편운전대 동차이다.

## 운행 구간
영업운행 시, 경부선부터 각 지선에 이르기까지 거의 모든 선구에 투입 운행하였다. 이하의 운행 구간은 당시 운행하던 대표적인 구간이다. 운행시의 등급은 완행(또는 보통) 등급이 많았으나, 맹호호 등 특급 열차로도 투입되기도 하였다.
- 경부선: 1960년대부터 1970년대 초까지 서울역-부산역 간 전 구간을 운행했었다.
- 경인선: 수도권 전철 투입 직전까지
- 경의선: 1990년대 후반 통근형 디젤 동차로 대체됨
- 교외선: 1990년대 후반 통근형 디젤 동차로 대체됨
- 경원선: 용산 - 성북 간 (전철화 이전까지 투입, 전철화 이후 1983년부터 1991년 7월까지는 고상홈에 맞게 개조하여 운행), 성북 - 신탄리 간 1987년 경원선 의정부까지 전철개통되어 의정부 - 신탄리 간 동차 1990년대 초, 후반까지 운행했다. 또한 1991년 7월에 1x59~1x63편성의 중저항 4량으로 대체됨.
- 경북선
- 군산선: 호남선 구간과 직결, 군산 - 대전 간 1997년까지 운행, 전라선 구간과 직결, 군산 - 전주 간. 1990년대 후반 통근형 디젤 동차로 대체됨
- 안성선
- 여천선: 전라선 구간과 직결, 순천 - 적량 간 1986년까지 운행.
- 문경선
- 북평선: 쌍용양회 임직원 전용 통근열차. 삼화 - 북평 간 1974년까지 운행
- 진해선: 마산 - 진해
- 괴동선: 포스코 임직원 전용 통근열차, 일명 제철선 통근열차
- 경전선: 마산 - 대구 간 통일호 등급으로 운행하다가 1990년대 초반에 무궁화호 디젤 동차로 대체됨, 접속열차로써는 1985년 4월 1일부터 광주 - 송정리 간 통일호 등급으로 운행하였다.
- 동해남부선: 부산 - 울산 간 통일호 등급으로 운행하다가 1990년도부터 무궁화호 디젤 동차로 대체됨

## 현황
대량 도입되어서 간략히 기재했다.

### 동력제어차
| 도입 년도 | 총 도입 량수 | 차호            | 제작사          | 비고                       |
| --------- | ------------ | --------------- | --------------- | -------------------------- |
| 1961년    | 9량          | 201 호~209 호   | 니가타 철공소   | 정부보유외환자금으로 조달  |
| 1962년    | 7량          | 210 호~216 호   | 니가타 철공소   | 정부보유외환자금으로 조달  |
| 1963년    | 52량         | 251 호~276 호   | 니가타 철공소   | 정부보유외환자금으로 조달  |
| 1963년    | 52량         | 301 호~326 호   | 긴키 차량       | 정부보유외환자금으로 조달  |
| 1966년    | 2량          | 551 호~552 호   | 닛폰 차량제조   | 정부보유외환자금으로 조달  |
| 1966년    | 85량         | 277 호~296 호   | 긴키 차량       | 일본 경제협력자금으로 조달 |
| 1966년    | 85량         | 327 호~351 호   | 니가타 철공소   | 일본 경제협력자금으로 조달 |
| 1966년    | 85량         | 401 호~405 호   | 가와사키 중공업 | 일본 경제협력자금으로 조달 |
| 1966년    | 85량         | 501 호~510 호   | 닛폰 차량제조   | 일본 경제협력자금으로 조달 |
| 1966년    | 85량         | 701 호~725 호   | 닛폰 차량제조   | 일본 경제협력자금으로 조달 |
| 1969년    | 2량          | 1001 호~1002 호 | 닛폰 차량제조   | 일본 경제협력자금으로 조달 |
| 1975년    | 2량          | 511 호~512 호   | 니가타 철공소   | 포스코 기부 채납 차량      |

### 부수차
디젤 액압 동차에 섞여서 편성하던 객차이다. 부수차의 편제는 중련한 2량의 동차 최후미에 연결하는 형식으로 이루어진다. 크게 1965년형과 1966년형으로 구분된다. 각 차량의 차호 및 도입 시기, 제작사는 다음과 같다.
| 도입 년도 | 총 도입 량수 | 차호              | 제작사     | 비고     |
| --------- | ------------ | ----------------- | ---------- | -------- |
| 1965년    | 4량          | 19401 호~19404 호 | 인천공작창 | 1965년형 |
| 1966년    | 26량         | 19411 호~19436 호 | 인천공작창 | 1966년형 |
| 1968년    | 3량          | 19437 호~19439 호 | 인천공작창 | 1966년형 |

## 보존
- 672호 (원 251~260?) : 철도박물관에서 보존 중이며, 1963년 8월 1일 도입되어 1987년 6월 30일 퇴역한 니가타 트랜시스 제작 차량이다.
- 405호 (원 721~725?) : 철도박물관에서 보존 중이며, 특별 동차 8호로 쓰였던 차량이다.
- 9670호 : 경기도 양주시 장흥면 청암민속박물관에 반 이상이 절개되어 앞부분만 남아 있다.[2]

## 같이 보기
- 비둘기호